# Sabal etonia
Sabal etonia là loài thực vật có hoa thuộc họ Arecaceae. Loài này được Swingle ex Nash miêu tả khoa học đầu tiên năm 1896.

## Hình ảnh

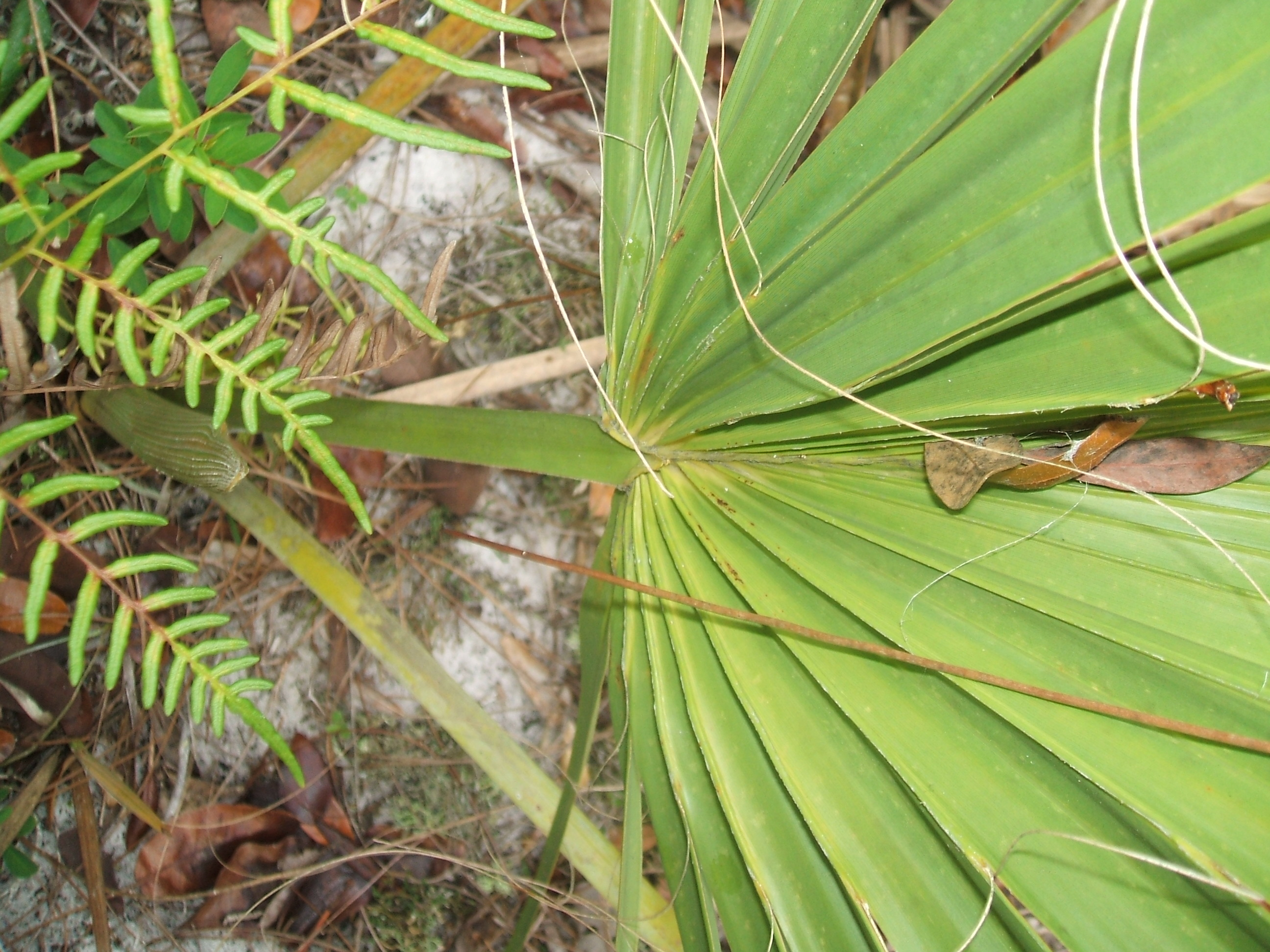
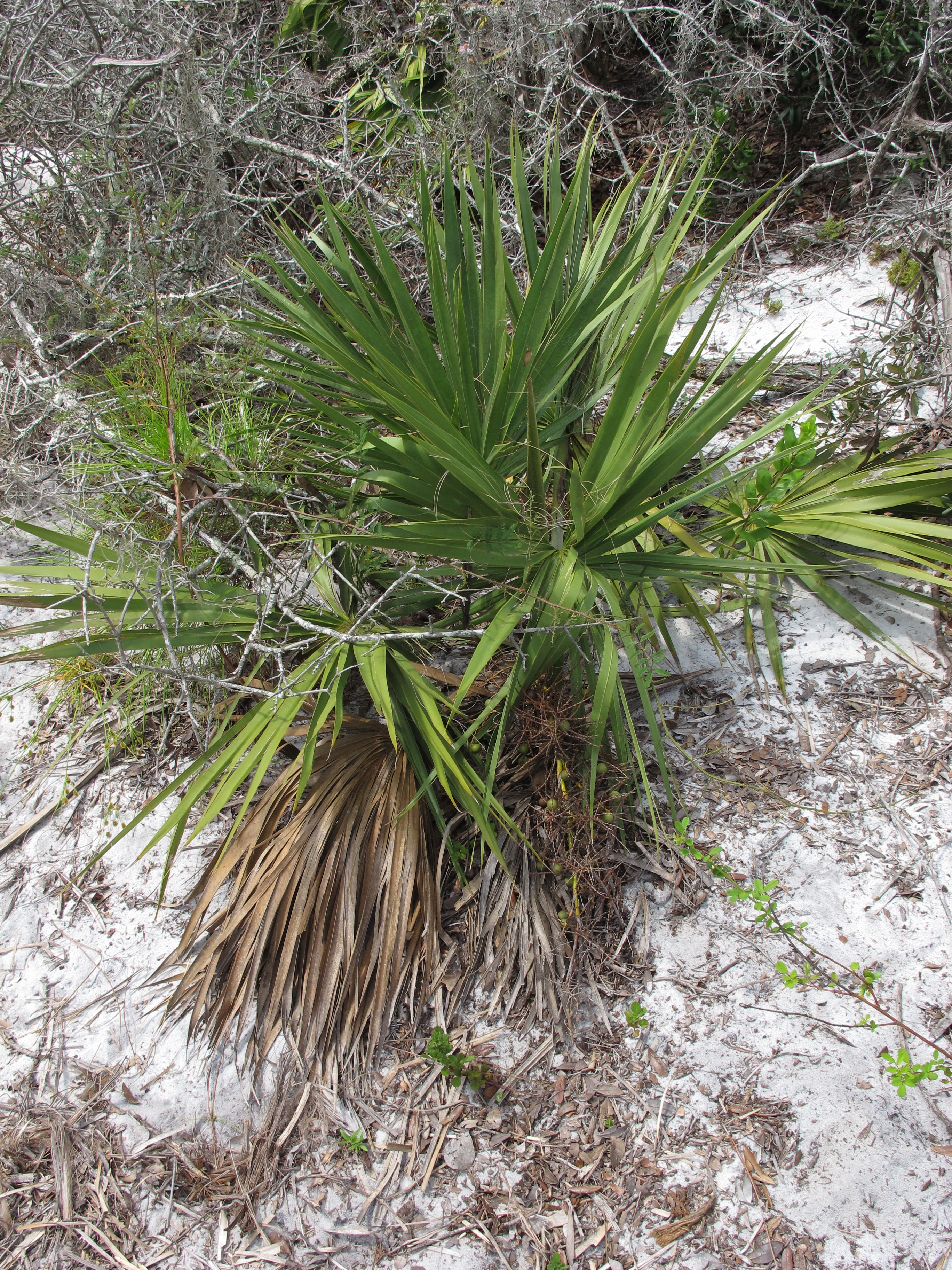
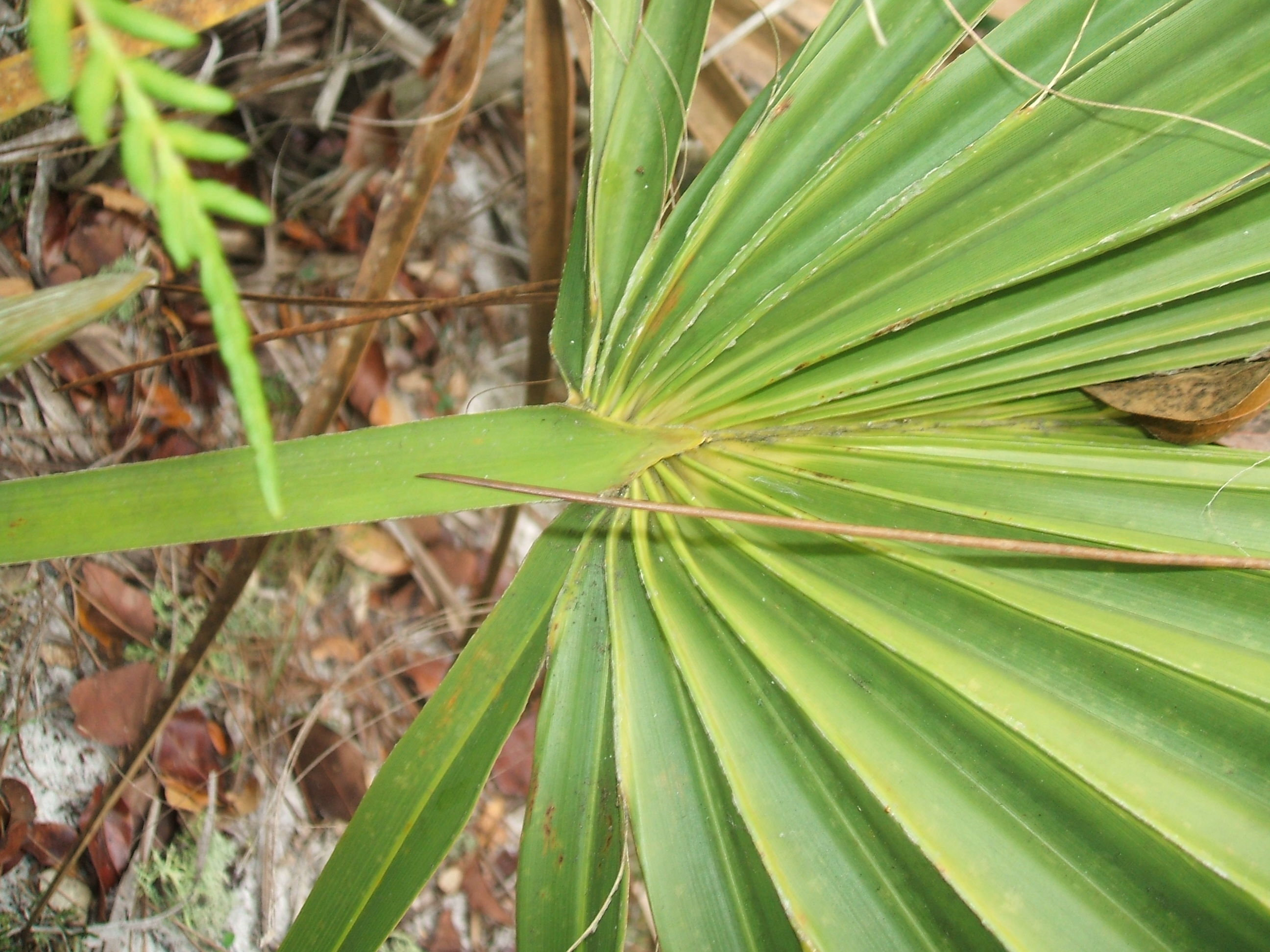